# لورا دياز
لورا دياز (بالإنجليزية: Laura Diaz)‏ هي لاعبة غولف أمريكية، ولدت في 27 أبريل 1975 في سكوتيا في الولايات المتحدة.

## وصلات خارجية
- لورا دياز على موقع رابطة لاعبات الغولف المحترفات (الإنجليزية)